# Trin
Trin (německy a do roku 1943 oficiálně Trins) je obec ve švýcarském kantonu Graubünden, okresu Imboden. Nachází se asi 13 kilometrů jihozápadně od kantonálního hlavního města Churu, v nadmořské výšce 876 metrů. Má necelých 1 500 obyvatel.

## Geografie

Trin (1957)

Obec leží na jižním úbočí masivu, nad nímž se tyčí Ringelspitz a Crap Mats. Masiv je součástí Glarnských Alp.
Katastr obce se rozkládá od Předního Rýna (600 m) až po 3 247 metrů vysoký Ringelspitz. Tři místní části Trin, Digg a Mulin leží v nadmořské výšce 800 až 900 metrů.
Trin leží na hlavní silnici mezi Churem a průsmykem Oberalp. Obec Trin a osada Digg jsou od roku 1994 odlehčeny od tranzitní dopravy pomocí dvoukilometrového tunelu.
Spojení veřejnou dopravou zajišťuje poštovní autobusová linka mezi Churem a Laaxem. Osada Digg pod silnicí Oberländer Strasse není veřejnou dopravou obsluhována. V Mulinu vede hlavní silnice také mírně nad osadou.
Polovina jezera Crestasee leží na katastru obce Trin, druhá polovina patří sousední obci Flims.
Senda Sursilvana, dálková turistická stezka podél Předního Rýna, vede od soutoku Rýna v Reichenau-Tamins pod obcí Trin přes prudce se svažující sráz Ruvreu, místní část Trin-Digg a odtud na vyhlídkovou plošinu Il spir nad Ruinaultou v lese Flims Grosswald. O dalších 150 výškových metrů níže se nachází železniční stanice Trin na trati Reichenau-Tamins – Disentis/Mustér, odkud jezdí každou hodinu regionální vlaky směrem na Disentis, nebo Chur a Scuol. Nedaleko nádraží se přes Rýn klene most Punt Ruinaulta.

## Historie
Místo je poprvé doloženo v polovině 12. století jako ad Turunnio. Název pravděpodobně pochází ze starořímského kořene *taur-, rozšířeného o slabiku -ūno, která se vyskytuje i v jiných místních názvech.
Tzv. Künges Guot ze Trünsse doložený v roce 1325 ukazuje na královský statek v Diggu. Dvě zříceniny hradů Crap Sogn Parcazi a Canaschal stojí v místní části Trin.
Ke staré farnosti Trins patřil do roku 1459 také Tamins. Farním kostelem byl původně kostel sv. Pankráce na hradě a od vrcholného středověku současný vesnický kostel. Reformace byla zavedena kolem roku 1535. V roce 1616 se farnost vykoupila z panství Trins.

## Obyvatelstvo

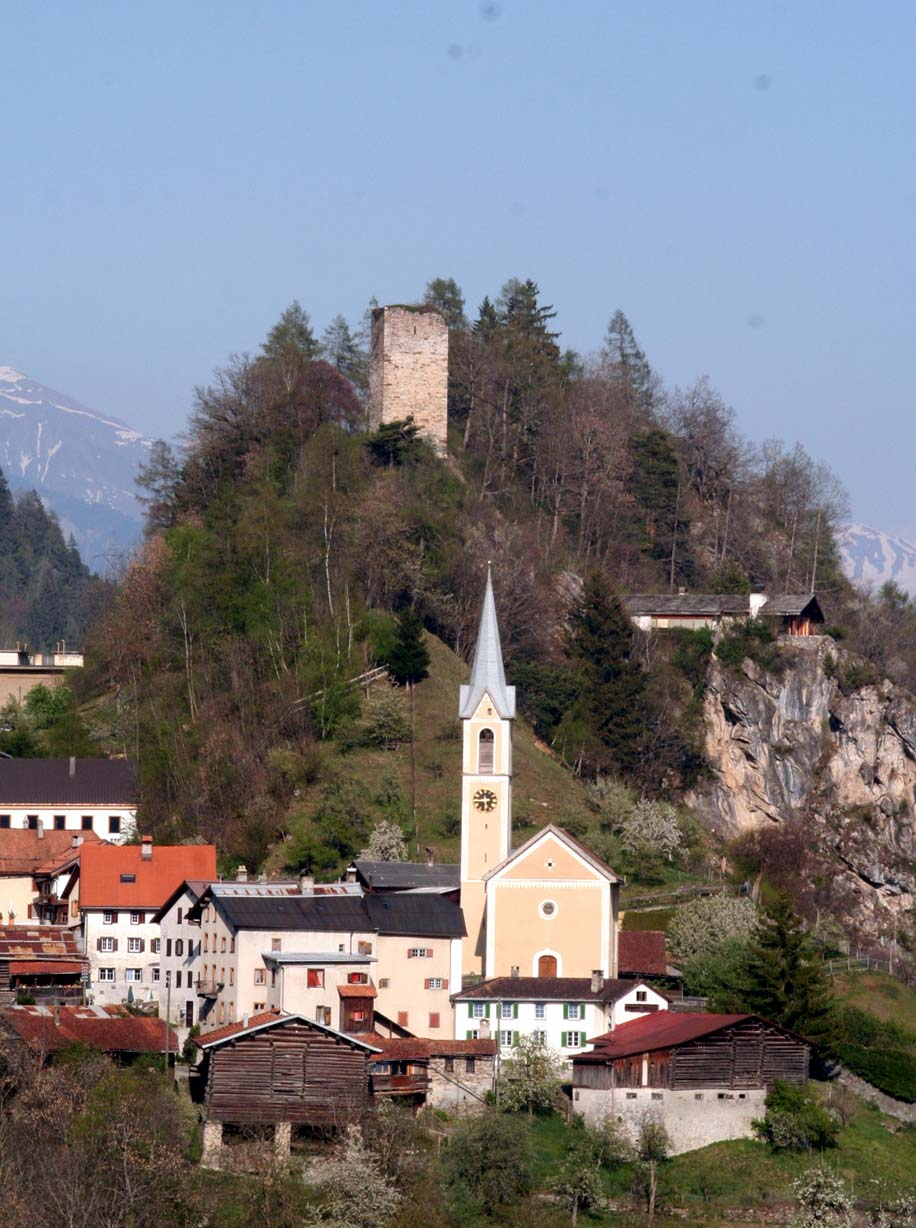
Hrad Canaschal a kostel v Trinu

| Rok            | 1803 | 1850 | 1900 | 1930 | 1950 | 1980 | 1990 | 2000  | 2005  | 2013  | 2020  |
| Počet obyvatel | 686  | 919  | 755  | 661  | 695  | 830  | 922  | 1 108 | 1 142 | 1 276 | 1 479 |

### Jazyky
Až do poloviny 19. století mluvili všichni obyvatelé graubündenským dialektem. Ačkoli se jednalo o tzv. středohornoněmecký dialekt, tradičně se ve všech obcích okresu Imboden používala jako spisovný jazyk rétorománština (dialekt Sursilvan). V tomto ohledu se Trin podobal obcím Bergün a Filisur, kde se také používalo nebo používá středohornoněmecké nářečí, ale jako spisovný jazyk se používala rétorománština v hornoengadinském dialektu Putér (tam, historicky vzato, hlavně z náboženských důvodů).
Podíl rétorománštiny klesl mezi lety 1880 a 1910 z 95,6 % na 87,7 %. Až do konce druhé světové války tvořila rétorománština stále klesající většinu (75,4 % v roce 1941). Poté se němčina stále více rozšiřovala, ale ke změně převažujícího jazyka došlo až v 80. letech 20. století. V roce 2000 ještě 41,3 % obyvatel rozumělo rétorománštině. Kromě Domatu/Ems je Trin jedinou obcí v okrese Imboden, kde je úředním jazykem němčina i rétorománština. Kromě toho se všichni žáci dvojjazyčné základní školy učí rétorománsky. Několik desítek místních obyvatel také používá italštinu.
Vývoj v posledních desetiletích ukazuje následující tabulka:
| Jazyky v Trinu |                   |                   |                   |                   |                   |                   |
| Jazyk          | Sčítání lidu 1980 | Sčítání lidu 1980 | Sčítání lidu 1990 | Sčítání lidu 1990 | Sčítání lidu 2000 | Sčítání lidu 2000 |
| Jazyk          | Počet             | Podíl             | Počet             | Podíl             | Počet             | Podíl             |
| Němčina        | 340               | 40,96 %           | 566               | 61,39 %           | 816               | 72,74 %           |
| Rétorománština | 379               | 45,66 %           | 270               | 29,28 %           | 219               | 19,77 %           |
| Italština      | 59                | 7,11 %            | 23                | 2,49 %            | 33                | 2,98 %            |
| Počet obyvatel | 830               | 100 %             | 922               | 100 %             | 1 108             | 100 %             |

## Doprava

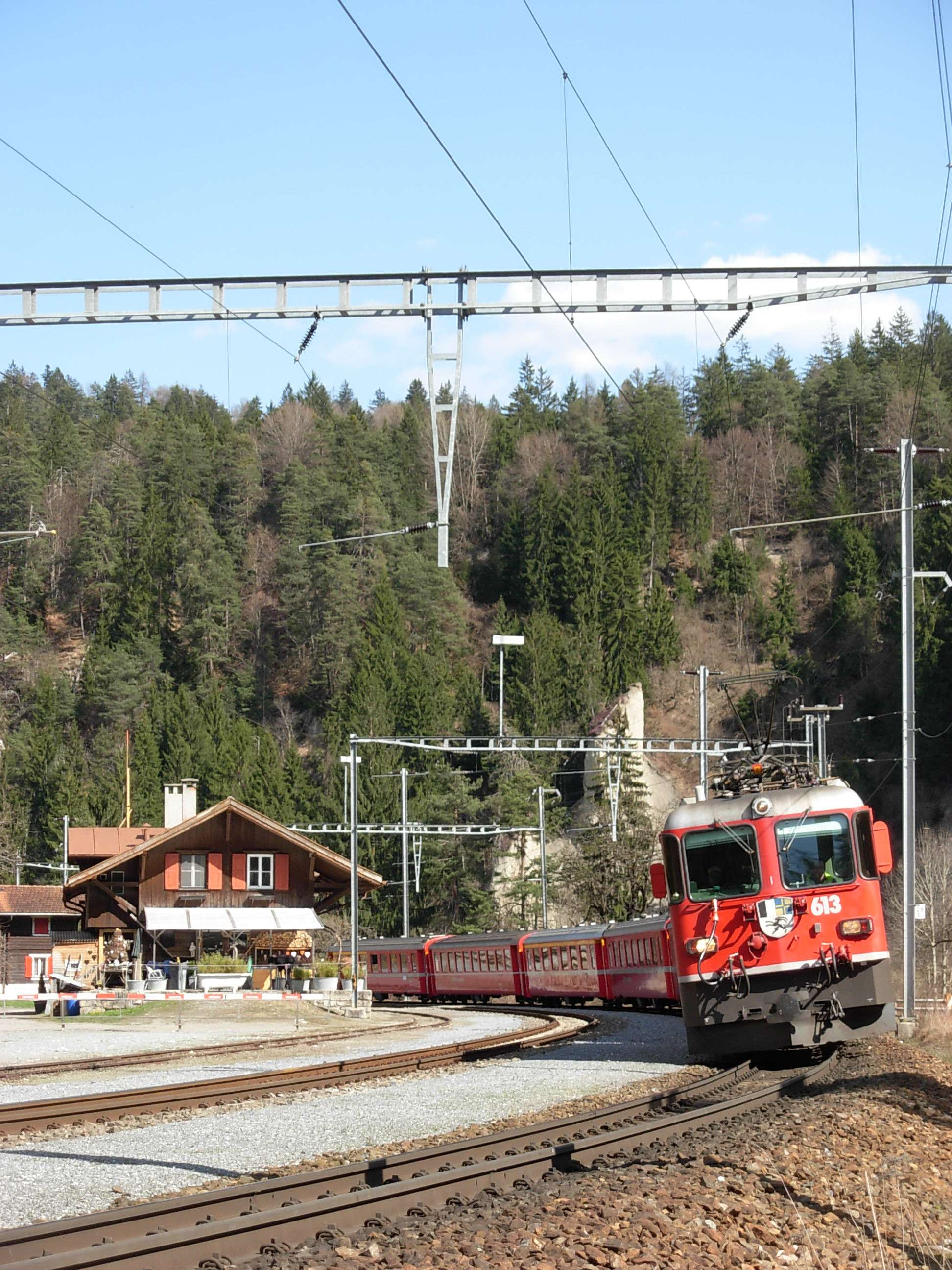
Železniční stanice Trin

Obec leží na kantonální hlavní silnici č. 19 v trase Tamins – Disentis – Andermatt). Veřejnou dopravu zajišťují žluté autobusy Postauto.
Železniční stanice Trin leží na trati Reichenau-Tamins – Disentis/Mustér. Vzhledem k její značně odlehlé poloze mimo obec má význam spíše jako východiště turistických tras kaňonem Ruinaulta.